# Estadio Marcel-Michelin
El Estadio Marcel-Michelin (nombre completo: Parc des Sports Marcel-Michelin) es un estadio situado en Clermont-Ferrand inaugurado en 1911. Pertenece al club de rugby, el ASM Clermont Auvergne. Lleva el nombre de Marcel Michelin, director del grupo de neumáticos Michelin fallecido en la deportación y fundador del AS Michelin, posteriormente rebautizado como AS Montferrand y luego ASM Clermont Auvergne para la sección de rugby. Aunque es propiedad del club ASM Clermont Auvergne, está construido en un terreno alquilado en régimen de arrendamiento a largo plazo, perteneciente a la Fabricación de neumáticos Michelin.

## Historia
En 1911, la empresa de neumáticos Michelin financió la construcción de un campo de rugby por iniciativa de su director Marcel Michelin. Toma el nombre de estadio Marcel-Michelin y acoge los partidos del club de rugby AS Michelin. Está situado en la Avenue de la République, en el centro de la ciudad, en un distrito en rápida expansión, en Clermont-Ferrand. Es propiedad del ASM Clermont Auvergne (Campeón de Francia 2010 y 2017) y acoge todos los partidos en casa del club del Top 14. También ha acogido partidos internacionales (Francia-Rumanía 1977, Francia-Australia 1983), la final de la Copa del Mundo de Rugby sub-21 de 2006, la celebración de la victoria de Francia y el partido entre los Bárbaros franceses y Samoa el 16 de noviembre de 2013.
También fue el estadio ocupado por el Clermont Football Club durante sus temporadas en D3 y luego en D2 (1984-1988).
Al salir del vestuario, los jugadores pudieron leer un cartel que indicaba el número de partidos victoriosos sobre el césped del estadio. El partido 1000 ganado en la élite desde 1925 se alcanzó el 16 décembre 2006 contra Arix Viadana (57-29) en el European Challenge. En 2011 se instaló un nuevo cartel, con motivo del centenario del club, que indica: «Aquí... 100 años de historia».
El estadio ha sufrido varios cambios desde su construcción en 1911. En 1968 se construyó la tribuna. Tomará sucesivamente los nombres de «Tribuna», «Tribuna Volvic» (desde 2007) y su nombre actual «Tribuna Limagrain» desde 2016. Su capacidad es de 5600 asientos.
En 1999 se creó un segundo foro en lugar de las historias populares. Se trata de la Tribuna Auvernia, rebautizada como Tribuna Auvernia Ródano Alpes tras la reagrupación de las regiones en 2016. Su capacidad es de 7560 asientos.
En 2001, detrás de la tribuna de Auvernia, al este, se construyó el campo de entrenamiento del equipo profesional mientras los jugadores del centro de formación continuaban entrenándose en el centro Gauthière.
A partir de 2006, bajo la dirección del presidente René Fontès, la transformación del estadio continuó con la construcción de la grada lateral Phliponeau, en homenaje a Jean-François Phliponeau, fallecido trágicamente en el recinto del estadio el 8 mai 1976, alcanzado por un rayo.. Junto al stand hay una placa conmemorativa. La tribuna, con una capacidad de 3000 asientos, reúne también, de 2006 a 2016, locales deportivos (incluidas las oficinas del personal deportivo) y locales médicos así como alojamiento del portero.
En 2007 se construyó la tribuna sur, denominada “ Espacio Édouard» en homenaje al director de la Fabricación de Neumáticos Michelin, Édouard Michelin, fallecido trágicamente en un accidente de pesca en alta mar. El ASM Clermont Auvergne le debe una nueva vida, ya que ha dado impulso al club nombrando a René Fontès y Jean-Marc Lhermet al frente del club.
En 2008 se construyó la plaza comercial que alberga espacios comerciales (banco, óptica, brasserie, agencia temporal, tienda club, restaurante, cadena de comida rápida). También se construye un aparcamiento subterráneo con 120 plazas.
En 2009, el estadio obtuvo dos nuevas entradas, al norte y al sur, con zonas de venta de entradas.
El cierre de las esquinas del estadio, última etapa del primer plan de transformación del estadio, entró en vigor en el verano de 2011. Estos rincones están compuestos por zonas de recepción, zonas de estar y pantallas gigantes. Además del trabajo, el club está mejorando las plataformas de TV, creando cuatro nuevos palcos en la Tribuna Volvic y ampliando la tienda ASM. La curva suroeste es objeto de un nombre : “ Centro de Crédito Agrícola Francia ".
Durante el verano de 2013, la ASM instaló un césped con calefacción que se convirtió en el primer césped con calefacción del TOP 14. : atravesado en su anchura por kilómetros de cables eléctricos de baja tensión para garantizar “ calefacción adicional» 25 centímetros bajo tierra.
En 2015, luego de varios años de reflexión y estudio, se creó el Centro de Capacitación y Desarrollo (CEP). Inaugurada el 21 de octubre de 2015 en presencia de numerosas personalidades, incluidos los presidentes de las regiones de Ródano-Alpes y Auvernia, los señores Souchon y Queyranne, el Sr. Wauquiez (diputada por Alto Loira), M Auroi (diputada por Puy-de-Dôme), el Sr. Gouttebel (Presidente del Consejo General de Puy-de-Dôme), Sr. Bianchi, alcalde de Clermont-Ferrand y presidente de la comunidad de Clermont, representado por M Rougerie pero también por los señores Paul Goze y Max Guazzini, respectivamente presidente y vicepresidente de la Liga Nacional de Rugby.
Se trata de una herramienta de altísimas prestaciones, única en Europa, desplegada en casi 3000 m2 con una sala de pesas y cardio con el doble de superficie que las que podrían existir bajo el stand de Phliponeau. Nuevos espacios como la sala de combate, un césped sintético cubierto o la zona de balneoterapia reúnen, en un mismo lugar, todas las piezas del rompecabezas que deben tener los deportistas de alto nivel para construir campeones. En el CEP, todo ha sido diseñado y pensado para optimizar el tiempo y fortalecer la cohesión entre los hombres que lo ocupan para convertirlo en un verdadero lugar de vida y rendimiento donde entrenar, recuperarse, curarse y reunirse. o comparta una comida en el restaurante deportivo.
En enero de 2016 se realizaron obras al pie del stand de Phliponeau para ajustar el pesaje y ganar mil plazas de aforo ( 300 plazas de pesaje, 660 plazas en el segundo piso del stand de Phliponeau), trabajo permitido por la Traslado de espacios deportivos al CEP.
En julio de 2016, se rehicieron y asfaltaron las básculas, elevando la capacidad del estadio a 19 022 asientos. Una bodega llamada “ Callejón de los aficionados» se crea a lo largo de todo el stand de Auvernia. Al mismo tiempo el club renovó y mejoró las instalaciones de la tribuna oeste. : los vestuarios (ASM, visitantes, árbitros) han sido ampliados y renovados. Los medios no han sido olvidados : la nueva sala de prensa, más espaciosa y compuesta por un espacio de trabajo y una zona de entrevistas, tiene capacidad para cerca de 50 periodistas.
Sobre todo, el ASM Clermont Auvergne equipa su estadio y su campo de entrenamiento con dos campos híbridos, únicos en el rugby europeo, con tecnologías similares pero ligeramente diferentes. Con un presupuesto de alrededor de 1,5 millones de euros (cubierto íntegramente por el club), los dirigentes de Clermont han lanzado una carrera contrarreloj para desembolsar completamente el sótano de Michelin y remodelar una base estable y poner en marcha un drenaje eficaz sin olvidar la calefacción (. ya presente en el césped viejo). Un trabajo colosal que movió 4000 m3 de tierra para 2700 toneladas de nuevos materiales en más de 700 camiones que desfilaron de junio a julio por las instalaciones de Michelin. La tecnología utilizada para el campo principal es la que se puede encontrar en Twickenham, templo del rugby inglés. La del campo de entrenamiento es idéntica a la del prestigioso Estadio Santiago Bernabéu, casa del Real Madrid. Los dos céspedes fueron creados por la empresa Id Verde.
Finalmente, la última etapa en la evolución del Parque de deportes Marcel-Michelin es la construcción de la Experiencia ASM, un “ parque temático» único en Francia dedicado exclusivamente al rugby y a la vida de clubes. Museo escenográfico que aporta un aspecto cultural, lúdico e interactivo a la práctica del rugby, y no sólo a la historia del ASM Clermont Auvergne.
En marzo de 2019, se iniciaron nuevas obras en el tejado del Espace Edouard, con el fin de crear una decena de cajas. Terminados a principios de otoño, tienen capacidad para 350 espectadores adicionales.
El 24 de febrero de 2024, durante un partido del campeonato francés de rugby femenino entre el ASM Romagnat y el Stade Bordeaux, se batió el récord de asistencia a un partido de este campeonato con 6025 espectadores presentes en el estadio. Al día siguiente, durante el partido del Top 14 entre el ASM Clermont y el Stade Toulousain, el partido atrajo a 19010 espectadores y superó el récord de asistencia anterior del estadio ( 19004 espectadores ) que databa el 11 de enero de 2020 en la Copa de Europa contra el Ulster.

## Particularidades del estadio
El estadio Marcel-Michelin exhibe el Brennus durante el partido contra el CA Brive al inicio del año escolar 2010. La alternancia de los colores amarillo y azul se utiliza durante los principales partidos europeos y también con fines de demostración para los canales de televisión. El ambiente en Michelin es tradicionalmente respetuoso de los valores del rugby.
Desde su creación en 2006, el trofeo al mejor público del campeonato francés le ha sido otorgado 4 veces en 2007, 2008, 2009 y 2017 durante la Noche del Rugby. En mayo de 2012, el público recibió el premio al mejor público europeo.
En el centro de la tribuna de Auvernia (este), a lo largo del campo, una placa conmemorativa recuerda la muerte, el 8 de mayo de 1976, del jugador del Montferrand Jean-François Phliponeau, alcanzado por un rayo durante un partido amistoso.
En 2014, el sitio web blanqueadorreport.com clasificó el estadio como el más intimidante del mundo del rugby, por delante del legendario Ellis Park en Sudáfrica y Thomond Park, en la provincia irlandesa de Munster.
Bib Park, apodo del ASM Clermont Auvergne, está considerado uno de los estadios de rugby más bellos de Europa, por diferentes motivos:
Su increíble atmósfera, especialmente durante los partidos europeos y los grandes partidos del Top 14, le permite tener un impacto movilizador y solidario sobre los jugadores del Ejército Amarillo, y una cierta influencia intimidante sobre los equipos contrarios.
Un estadio 19 372 plazas cerca del campo y una tribuna Phliponeau distribuida en tres plantas que reproducen en la televisión una pared amarilla auténtica en la que se encuentran grupos de aficionados, entre ellos los Ultras Vulcans.
Un centro de desarrollo y formación (CEP) de alta calidad situado detrás del estand de Auvernia-Ródano-Alpes, que permite a los jugadores progresar en sus distintos objetivos y sacar lo mejor de sí mismos.

Césped de última generación, mitad natural, mitad sintético, en el campo principal y en el campo de entrenamiento frente al CEP, permitiendo un aumento de la velocidad de juego, estabilidad en los scrums y un aumento de la calidad general del juego.

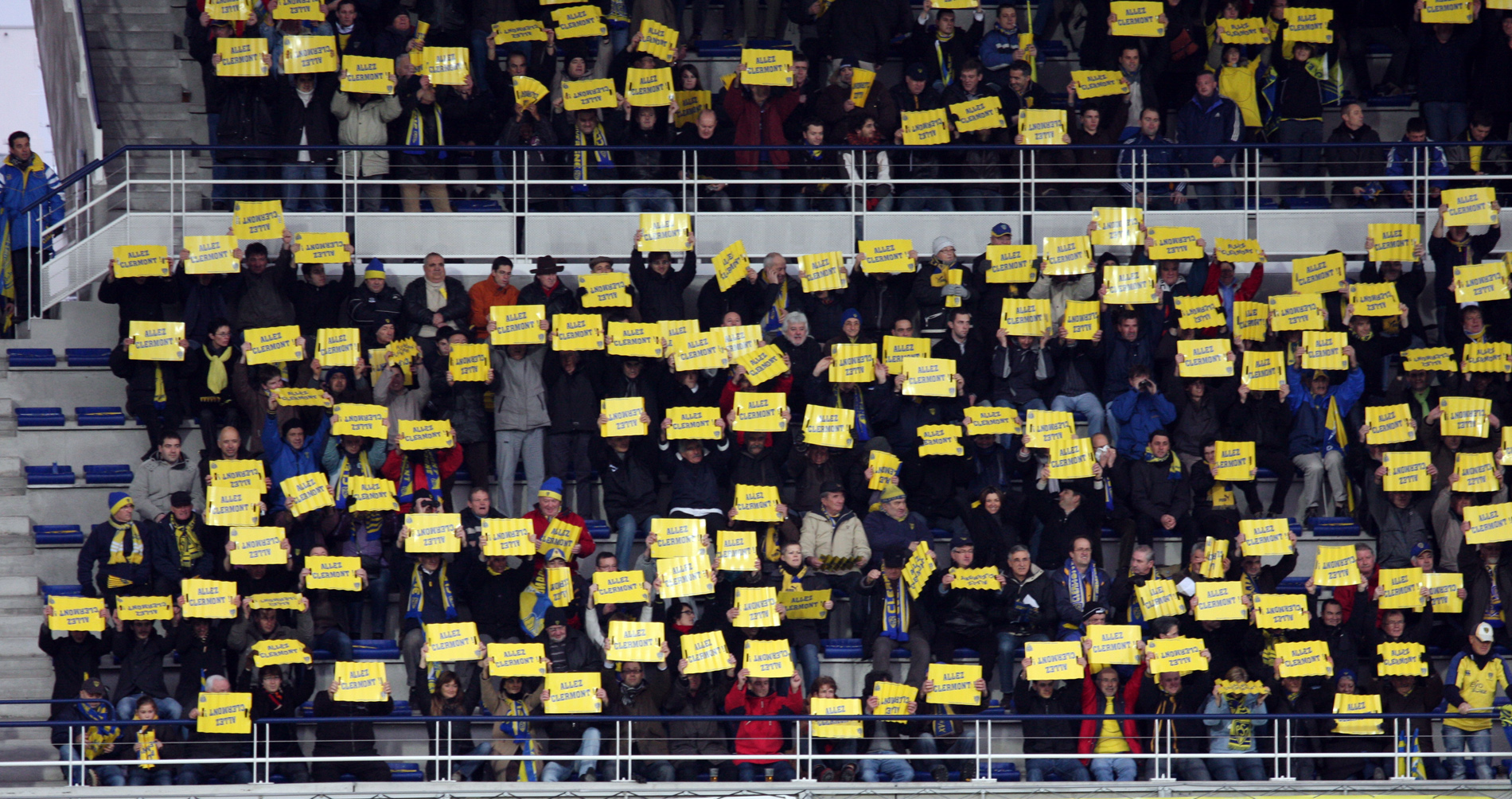
Atmósfera amarilla Michelin.
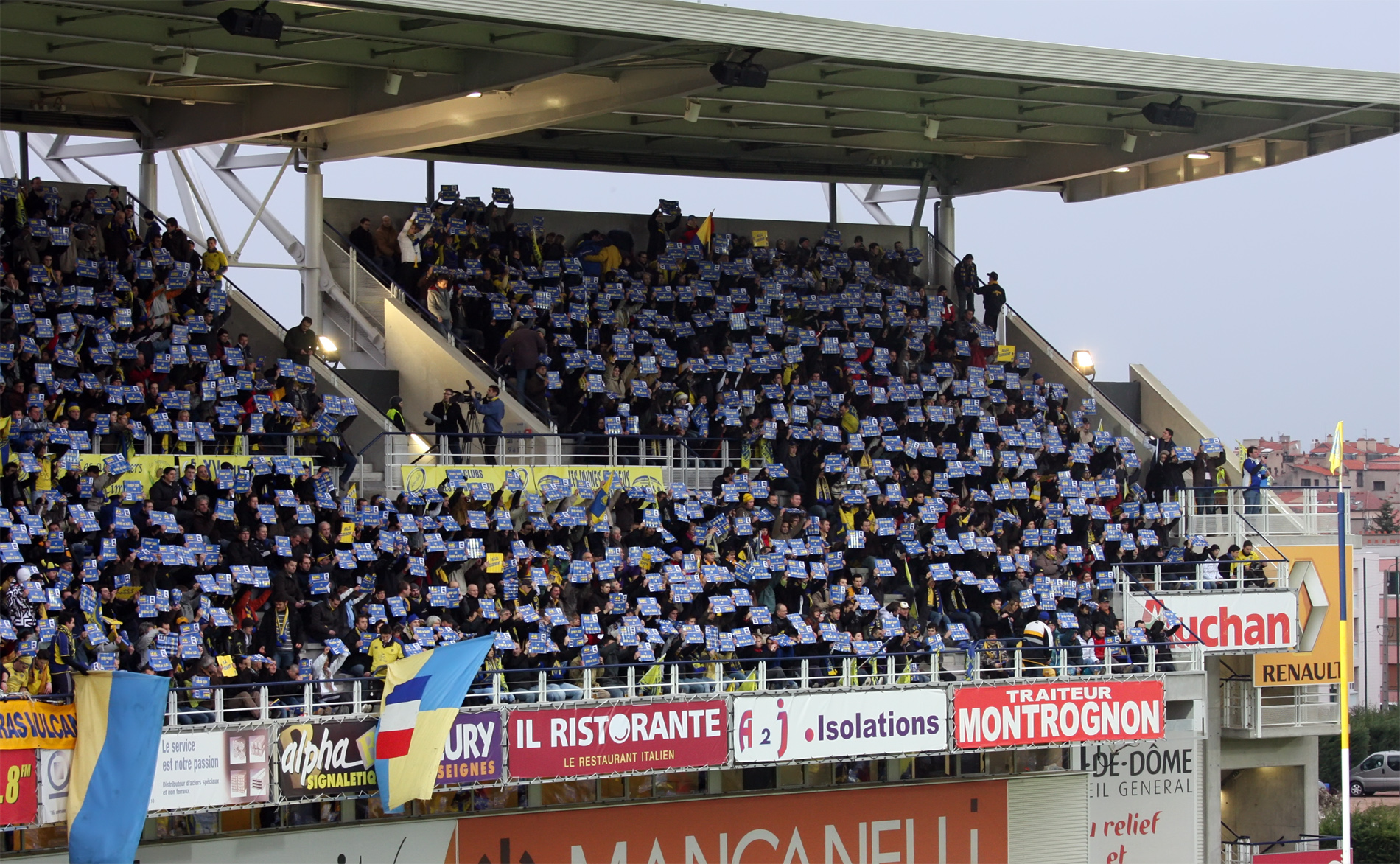
Ambiente azul Michelin.